# Ерік П'ятковскі
Ерік Тодд П'ятковскі (англ. Eric Todd Piatkowski, нар. 30 вересня 1970, Стейбенвілл, Огайо, США) — американський професіональний баскетболіст, що грав на позиціях легкого форварда і атакувального захисника за декілька команд НБА.

## Ігрова кар'єра
Починав грати у баскетбол у команді старшої школи Стівенса (Рапід-Сіті, Південна Дакота), яку приводив до чемпіонства штату. На університетському рівні грав за команду Небраска (1990—1994).
1994 року був обраний у першому раунді драфту НБА під загальним 15-м номером командою «Індіана Пейсерз». Проте професіональну кар'єру розпочав виступами за «Лос-Анджелес Кліпперс», куди разом з Пухом Річардсоном та Маліком Сілі був обміняний на Марка Джексона та Грега Майнора. Захищав кольори команди з Лос-Анджелеса протягом 9 сезонів. За цей час став лідером франшизи за кількістю зіграних ігор (616), влучних триочкових кидків (738) та триочкових спроб (1,835), а також за відсотком влучань штрафних кидків (88 %).
З 2003 по 2004 рік грав у складі «Х'юстон Рокетс».
2004 року перейшов до «Чикаго Буллз», у складі якої провів наступні 2 сезони своєї кар'єри.
Останньою ж командою в кар'єрі гравця стала «Фінікс Санз», до складу якої він приєднався 2006 року і за яку відіграв 2 сезони.

## Статистика виступів в НБА

### Регулярний сезон
| Сезон             | Команда                 | GP  | GS  | MPG  | FG%  | 3P%  | FT%   | RPG | APG | SPG | BPG | PPG  |
| ----------------- | ----------------------- | --- | --- | ---- | ---- | ---- | ----- | --- | --- | --- | --- | ---- |
| 1994–95           | «Лос-Анджелес Кліпперс» | 81  | 11  | 14.9 | .441 | .374 | .783  | 1.6 | 1.0 | .5  | .2  | 7.0  |
| 1995–96           | «Лос-Анджелес Кліпперс» | 65  | 1   | 12.1 | .405 | .333 | .817  | 1.6 | .7  | .4  | .2  | 4.6  |
| 1996–97           | «Лос-Анджелес Кліпперс» | 65  | 0   | 11.5 | .450 | .425 | .821  | 1.6 | .8  | .5  | .2  | 6.0  |
| 1997–98           | «Лос-Анджелес Кліпперс» | 67  | 35  | 26.0 | .452 | .409 | .824  | 3.5 | 1.3 | .8  | .2  | 11.3 |
| 1998–99           | «Лос-Анджелес Кліпперс» | 49  | 38  | 25.3 | .432 | .394 | .863  | 2.9 | 1.1 | .9  | .1  | 10.5 |
| 1999–00           | «Лос-Анджелес Кліпперс» | 75  | 23  | 22.8 | .415 | .383 | .850  | 3.0 | 1.1 | .6  | .2  | 8.7  |
| 2000–01           | «Лос-Анджелес Кліпперс» | 81  | 40  | 26.5 | .433 | .404 | .873  | 3.0 | 1.2 | .6  | .2  | 10.6 |
| 2001–02           | «Лос-Анджелес Кліпперс» | 71  | 64  | 24.2 | .439 | .466 | .894  | 2.6 | 1.6 | .6  | .2  | 8.8  |
| 2002–03           | «Лос-Анджелес Кліпперс» | 62  | 26  | 21.9 | .471 | .398 | .828  | 2.5 | 1.1 | .5  | .1  | 9.7  |
| 2003–04           | «Х'юстон Рокетс»        | 49  | 0   | 14.3 | .377 | .352 | .875  | 1.5 | .5  | .3  | .1  | 4.1  |
| 2004–05           | «Чикаго Буллз»          | 68  | 11  | 12.4 | .430 | .425 | .804  | 1.2 | .8  | .4  | .0  | 4.8  |
| 2005–06           | «Чикаго Буллз»          | 29  | 1   | 7.9  | .393 | .273 | .400  | .8  | .4  | .2  | .0  | 2.0  |
| 2006–07           | «Фінікс Санз»           | 11  | 0   | 6.6  | .360 | .389 | 1.000 | .8  | .4  | .0  | .1  | 2.5  |
| 2007–08           | «Фінікс Санз»           | 16  | 0   | 7.1  | .364 | .423 | 1.000 | .8  | .6  | .0  | .1  | 2.4  |
| Усього за кар'єру | Усього за кар'єру       | 789 | 250 | 18.5 | .434 | .399 | .839  | 2.2 | 1.0 | .5  | .1  | 7.5  |

### Плей-оф
| Сезон             | Команда                 | GP | GS | MPG  | FG%   | 3P%  | FT%   | RPG | APG | SPG | BPG | PPG |
| ----------------- | ----------------------- | -- | -- | ---- | ----- | ---- | ----- | --- | --- | --- | --- | --- |
| 1996–1997         | «Лос-Анджелес Кліпперс» | 3  | 0  | 12.7 | .364  | .400 | .857  | .7  | .0  | .3  | .0  | 5.3 |
| 2003–2004         | «Х'юстон Рокетс»        | 1  | 0  | 4.0  | .000  | .000 | .000  | 1.0 | .0  | .0  | .0  | .0  |
| 2004–2005         | «Чикаго Буллз»          | 5  | 0  | 13.2 | .316  | .385 | .857  | 1.8 | .6  | .8  | .2  | 4.6 |
| 2005–2006         | «Чикаго Буллз»          | 6  | 0  | 4.7  | .500  | .400 | 1.000 | .8  | .2  | .0  | .2  | 1.7 |
| 2006–2007         | «Фінікс Санз»           | 1  | 0  | 3.0  | 1.000 | .000 | .000  | .0  | .0  | .0  | .0  | 2.0 |
| 2007–2008         | «Фінікс Санз»           | 1  | 0  | 2.0  | .000  | .000 | .000  | .0  | .0  | .0  | .0  | .0  |
| Усього за кар'єру | Усього за кар'єру       | 17 | 0  | 8.3  | .368  | .391 | .875  | 1.0 | .2  | .3  | .1  | 3.0 |